# 三時ババア
三時ババア（さんじババア）は学校の怪談、都市伝説の一つ。
午後3時（3時33分33秒のぞろ目とされることも）に学校のトイレに入るとドアが開かなくなってしまい、しばらくすると、どこからともなく老婆の声が聞こえてくる、というもの。
鳥取県の小学校では1973年（昭和48年）から1979年（昭和54年）にかけて、3階の女子トイレの3番目の個室に3時ちょうどに入るとこの現象が起きるといわれた。老婆の正体は3階の渡り廊下の壁にある雨漏りの染みだといわれ、教師がこの染みをペンキで塗りつぶして消したところ、今度は1階のトイレでこの現象が起きるようになったという。
地方などにより多数の派生がある。代表的なものは「4時に出現する四時ババア」などで、四次元空間と結び付け「四次元ババア」とも呼ばれ、子供を四次元空間に引きずり込むなどとされる。
これらは、「糞を関西圏でババと呼ぶことから連想された」という説も存在する。